# Succinate-CoA ligase (formant du GDP)
Cet article court présente un sujet plus développé dans : succinyl-CoA synthétase.
La succinyl-CoA synthétase formant du GDP (G-SCS), également appelée succinate thiokinase et succinate-CoA ligase, est une ligase qui catalyse la réaction :
|              | + GDP + Pi {\displaystyle \rightleftharpoons } GTP + CoA + |           |
| Succinyl-CoA |                                                            | Succinate |

Cette enzyme de la matrice mitochondriale des eucaryotes catalyse la seule phosphorylation au niveau du substrat du cycle de Krebs. Elle réalise le couplage d'une réaction exergonique, l'hydrolyse de la Succinyl-CoA en succinate, avec la phosphorylation du GDP en GTP, qui est une réaction endergonique. La variation d'enthalpie libre standard résultante de cette réaction vaut ΔG°’ = −3,4 kJ·mol-1.
Il existe une autre isoforme de la succinyl-CoA synthétase, fonctionnant avec l'ADP plutôt qu'avec le GDP : la succinate-CoA ligase formant de l'ADP (A-SCS, EC 6.2.1.5). On a pu montrer que, chez les mammifères, les tissus intervenant essentiellement dans l'anabolisme, tels que le foie et les reins, tendent plutôt à exprimer la G-SCS, tandis que les tissus intervenant essentiellement dans le catabolisme, tels que le cerveau, le cœur et les muscles, tendent plutôt à exprimer l'A-SCS.